# 本昌寺 (金沢市)
本昌寺（ほんしょうじ）は、石川県金沢市金石北にある日蓮宗の寺院。山号は徳深山。旧本山は大本山妙顕寺(四条門流)、奠師法縁(奠統会)。周辺は金石の寺院群。

## 歴史
- 正保2年（1645年）常照院日随を開山に創建された。

## 行事
- 8月2日　海上安全祈願大海供養施餓鬼法要

## 参考資料
- 日蓮宗寺院大鑑編集委員会『宗祖第七百遠忌記念出版 日蓮宗寺院大鑑』大本山池上本門寺 (1981年)

## 公式サイト
- 公式ウェブサイト（日本語）